# Nova Pazova
Nova Pazova (cyr. Нова Пазова) – wieś w Serbii, w Wojwodinie, w okręgu sremskim, w gminie Stara Pazova. W 2011 roku liczyła 17 105 mieszkańców.
We wsi jest stacja kolejowa Nova Pazova.